# Societé Civile pour l‘Éclairage de Málaga
La Société Civile pour l‘Éclairage de Málaga (castellano: Sociedad Civil para la Iluminación de Málaga) fue una empresa de suministro de gas de capital francés que operó entre 1854 y 1923 en la ciudad de Málaga, España.

## Historia
El primer intento de instalar una fábrica de gas en Málaga tuvo lugar en 1846 por parte de la Sociedad Peninsular para el Alumbrado por Gas, representada por el británico William Partington. Esta iniciatiba no prosperó debido a los problemas financieros de la empresa, y la ciudad hubo de esperar hasta que en 1852 el francés Louis-Jean Gosse consiguió un privilegio exclusivo para el suministro de gas en la ciudad durante 30 años. La factoría se instaló en el llamado Huerto de los Cristos, terreno situado entre el Arroyo del Cuarto y las vías del ferrocarril, y lugar de ubicación de varias empresas textiles. No obstante, el ayuntamiento rebajó la concesión a 20 años y negoció el precio del gas, que quedó fijado en 3 maravedíes por luz y hora para el alumbrado público y en 50 reales/1.000 m³ para el consumo privado. 
Poco después de la instalación de la fábrica, Louis-Jean Gosse se desvinculó de sus negocios gasistas en España y cedió su privilegio de Málaga en 1854 a un grupo de socios de Lyon que constituyó formalmente la Société Civile pour l‘Éclairage de Málaga con un capital de 1.200.000 francos en 1859, al frente de la cual se nombró a Émile Vautier como presidente del consejo de administración. 
La producción de gas de la empresa estuvo enfocado principalmente al alumbrado público, lo que condicionó la lenta expansión de la red. Como en muchas otras ciudades españolas, el ayuntamiento se vio endeudado con la empresa gasista, a lo que se sumó el hecho de que las grandes empresas textiles y siderúrgicas malagueñas produjeran su propio gas para su funcionamiento, lo cual obstaculizó enormemente el desarrollo de la empresa, que vio limitado su negocio a la administración pública y el consumo privado.
La empresa mantuvo un bajo nivel de inversión y se vio expuesta al aumento constante de los fletes de carbón, que limitaba sus beneficios. Así, la Société Civile continuó su existencia precaria hasta que con motivo de la Primera Guerra Mundial se acentuó la carestía de carbón al mismo tiempo que entraban en el mercado energético las empresas de electricidad. Sin embargo, la desaparición de la empresa no se debió a motivos económicos, sino a la situación política española, ya que con la Dictadura de Primo de Rivera se inició un proceso de proteccionismo económico y de nacionalización de empresas que ahuyentó a muchas empresas foráneas.
De este modo, en 1923 la Société Civile traspasó sus activos a una nueva empresa española: la Compañía Española de Electricidad y Gas Lebon, formada en Barcelona por un grupo de banqueros bien conectados con el poder político y que ya controlaba la Sociedad General de Aguas de Barcelona. Estos banqueros, cuyo núcleo duro era la Banca Arnús-Garí, aprovecharon la ituación para adquirir fábricas de gas y electricidad en numerosas localidades españolas. 